# Universitat Pontifícia de Tarragona
La Universitat Pontifícia de Tarragona fou un centre d'estudis universitaris en ciències eclesiàstiques que existí a la ciutat de Tarragona entre els anys 1897 i 1934. Estava ubicada a l'actual seu del Seminari Pontifici de Tarragona.
El 2 de juliol de 1897, el llavors arquebisbe de Tarragona Tomàs Costa i Fornaguera va rebre una carta del Secretari de la Sagrada Congregació d'Estudis, on se li notificava l'erecció de les tres facultats necessàries per a la creació de la universitat. Posteriorment, el 15 d'agost d'aquell mateix any el Prefecte de la mateixa Congregació envià una carta amb el corresponent decret de creació, signat a data de 14 d'agost, acompanyat dels estatuts. El següent pas fou la creació dels Col·legis de Doctors de les Factultats i el nomenament dels seus respectius professors, fet que tingué lloc el primer d'octubre de 1897. Va pronunciar la primera lliçó inaugural el professor Tomàs Sucona i Vallès.
La Universitat fou clausurada com a conseqüència de la Constitució apostòlica "Deus Scientiarum Dominus" (del 24 de maig de 1931 i publicada el primer de juliol d'aquell mateix any), que en seu article 56 marcava unes exigències molt dures per a mantenir les universitats i facultats eclesiàstiques, obligant-los a una major dotació econòmica, i al mateix temps en l'article 57 disposava que «si alguna Universidad no cumpliese lo mandado en el artículo 56, perdería ipso facto el privilegio de conferir grados académicos». La Constitució s'havia d'aplicar ja en el curs 1932-1933. El Cardenal Francesc d'Assís Vidal i Barraquer va intentar de manera infructuosa mantenir la Universitat, pero li fou del tot impossible per l'adveniment de la República española i la posterior Guerra Civil. Entre els esforços fets per a la seva supervivència, destaca la prórroga demanada a Roma en la reunió de la Junta de Metropolitans presidida per Vidal i Barraquer celebrada entre els dies 18 i 20 d'octubre de 1931; i una altra missiva enviada a Roma el dia 23 de juny de 1932 en què s'insisteix en el seu manteniment. Davant el silenci del Vaticà i la manca de resposta, el curs 1934-1935 la Universitat ja no pogué matricular cap alumne, i va passar a ser de nou un seminari conciliar.